# チャンドラ2
チャンドラ2（チャンドラツー）は、ライオス・システムが開発した小型ノートパソコンのひとつ。複数のメーカーから発売された。

## 特徴
- 先代のチャンドラは、ThinkPad 535との競合になるため日本IBMからは発売されなかったが、共同出資のリコーや日立など、OEM先で好評であった。そのチャンドラに、画面解像度向上などの改良を施し、発売に至った。
- 1998年、フロンティア神代（RT166mini）[1]、日立（FLORA Prius note 210）[2]、エプソンダイレクト（Endeavor TK-300）[3]、日本オフィス・システム(NP-40N)が先行発売された。
- 後に日本IBMからもThinkPad 235として発売された[4]。
- 小型機でありながら、PCカードスロットを3基備える、増設可能なメモリ容量が多い、多彩なインターフェースを備え拡張性に富んでいる、内蔵電池として民生用ビデオカメラのリチウム電池が利用できる[5]など、実用性が高いことから高い人気を得、長期にわたって使い続ける熱烈なユーザーを獲得した。インターネットオークションや秋葉原などの中古市場でその人気が過熱し、品薄が続いた時期もあった。
- リコー社内では2000年代に入っても、オフィス等で軽処理に使用されていた。

## 仕様
- サイズ 235.2(W)×173.2(D)×33.7(H) mm、重量 1.25kg。
- CPUはMMX Pentiumを採用。CPU速度はNP-40N型の166MHzから最終のNP-70モデルでは266MHzまである。
- 多くの機種で標準搭載メモリが32MBであったが、NP-70モデルは64MB搭載している。
- B5サイズ1スピンドル、9.2インチ液晶ディスプレイのリアルモバイルノートパソコンである。フロッピーディスクドライブ（付属品）はパラレルポート接続による外付けとなっており、外付けCD-ROMドライブはオプションである。
- シリアルポート、パラレルポート、外部ディスプレイ端子、マイク入力、ヘッドフォン/スピーカー出力、マウス/キーボード共用ポート、USBポート、赤外線ポート、3つのPCカードスロットと、豊富なインターフェースを備える。
- 当時としては珍しい日本語BIOSで、その一部は起動中にも設定変更が可能。またPCカードスロットに挿したコンパクトフラッシュメモリなどが起動デバイスとして指定可能。これは、その後しばらくの間USBメモリによる起動が出来ない機種が多かった中、利便性という意味では大きな意味を持っていた。